# Tim Brown (giocatore di football americano)
Timothy Donell Brown (Dallas, 22 luglio 1966) è un ex giocatore di football americano statunitense che ha giocato nel ruolo di wide receiver per la maggior parte della carriera con i Los Angeles/Oakland Raiders della National Football League (NFL) imponendosi come uno dei migliori ricevitori della lega. Fu scelto nel corso del primo giro (6º assoluto) del Draft NFL 1988 dai Raiders. Al college giocò a football all’Università di Notre Dame con cui vinse l'Heisman Trophy, il massimo riconoscimento individuale a livello universitario, il primo ricevitore della storia a cui sia stato assegnato tale riconoscimento. Per i suoi successi con l'organizzazione dei Raiders si guadagnò il soprannome di Mr. Raider. È stato inserito nella Pro Football Hall of Fame nel 2015.

## Carriera professionistica
Brown fu scelto dai Los Angeles Raiders come sesto assoluto del Draft 1988. Nella sua prima stagione nella lega guidò la NFL in ritorni su kickoff yard ritornate e yard medie per ritorno. Inoltre guidò la NFL in ritorni su punt nel 1994 e ricezioni nel 1997. Fu convocato nove volte per il Pro Bowl, nel 1988 e 1991 come kick returne e dal 1993 al 97, nel 1999 e nel 2001 come ricevitore. Nel 2001, Brown giocò a fianco a un altro notissimo wide receiver, Jerry Rice. Il 9 dicembre 2001, Brown ritornò un punt per 88 yard in touchdown in una gara casalinga contro i Kansas City Chiefs, facendone il più vecchio giocatore della storia a segnare un touchdown dopo un ritorno da punt. Nel 2002 superò Gene Upshaw diventando il primatista di tutti i tempi dei Raiders per gare giocate con 224. Inoltre stabilì i record di franchigia dei Raiders per ricezioni, yard su ricezione e yard guadagnate su ritorni di punt.
Brown fu svincolato dai Raiders prima della stagione, dal momento che non volle accettare una riduzione del suo ruolo in attacco. In seguitò firmò brevemente coi Buccaneers (allenati dal suo ex capo-allenatore ai Raiders Jon Gruden). La mossa fu vista come controversa, dal momento che Brown era uno degli idoli dei tifosi nell'area di Oakland. Egli fu l'ultimo dei giocatori dei vecchi Los Angeles Raiders a rimanere ad Oakland.

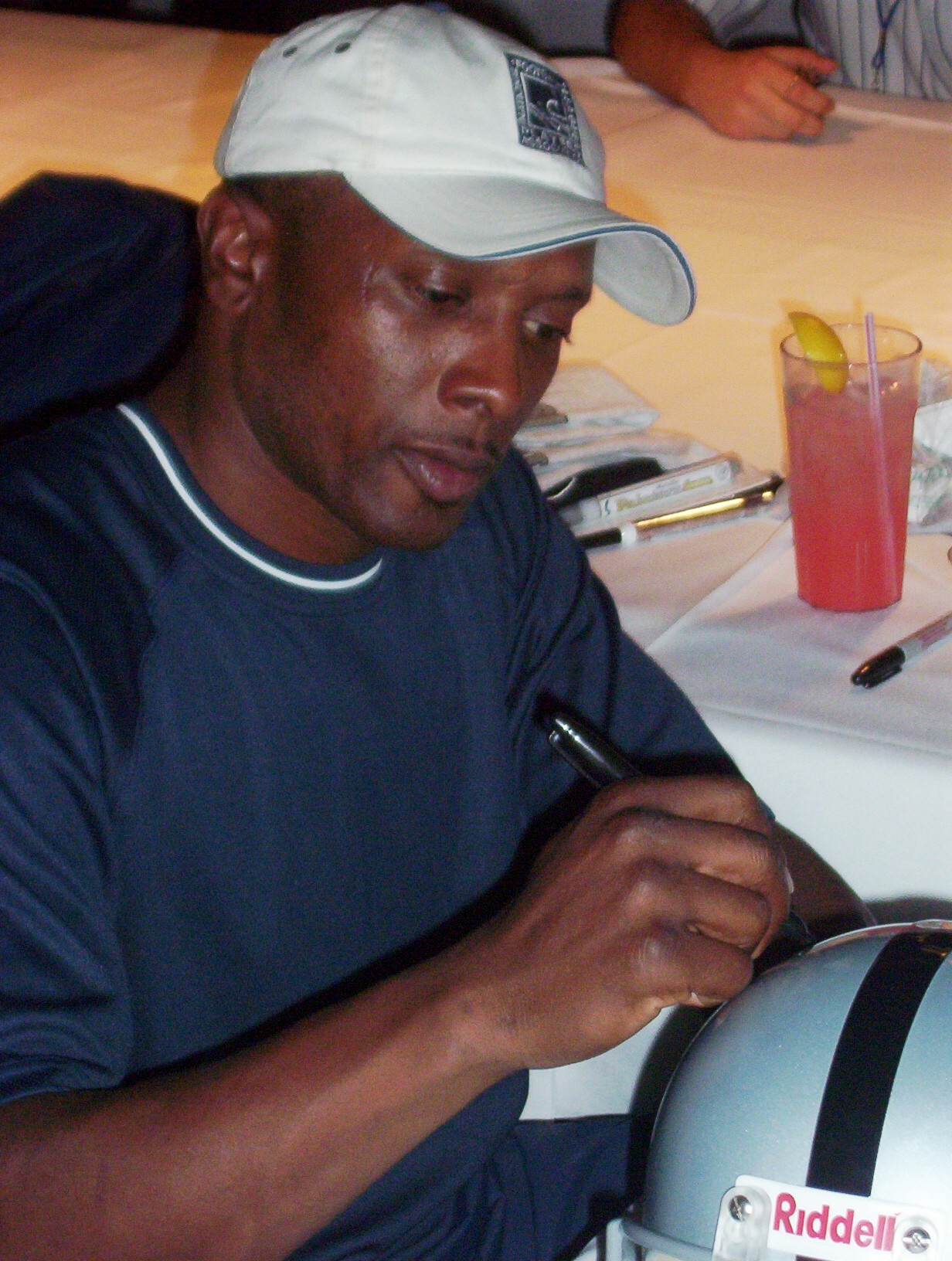
Tim Brown ad una sessione di autografi nel 2004

Il 27 settembre 2004, nella sua prima gara ad Oakland dopo aver firmato con Tampa Bay, Brown raggiunse i 100 touchdown su ricezione in carriera, raggiungendo Steve Largent al terzo posto nella classifica di tutti i tempi (dietro l'ex compagno Jerry Rice con 204 e Cris Carter con 130).
Nel 2005, Brown firmò un contratto di un giorno coi Raiders per ritirarsi come membro della squadra. Terminò la sua carriera con 14.934 yard guadagnate su ricezione, all'epoca il secondo risultato di tutti i tempi, 1.094 ricezioni (3º all'epoca) e 100 touchdown su ricezione (all'epoca terzo alla pari). In totale guadagnò 19.682 yard nette, che lo classificarono al quinto posto di sempre al momento del ritiro. In totale segnò 105 touchdown (100 su ricezione, 1 su corsa, 3 su ritorni da punt, 1 su ritorno da kickoff).
Brown divenne eleggibile per l'induzione nella Pro Football Hall of Fame nel 2010, non essendovi però introdotto anche a causa del nutrito numero di grandi ricevitori presenti come Jerry Rice, Cris Carter e Andre Reed. Nel 2009, Brown fu inserito nella College Football Hall of Fame.
Il 7 gennaio 2012 arrivò in finale per l'induzione nella Hall of Fame ma ancora una volta mancò l'obiettivo, questo poiché sia lui che Cris Carter si ostacolarono a vicenda non raggiungendo la quota minima di voti. Il 30 novembre 2012 fu annunciato che Brown era di nuovo entrato nel novero dei semifinalisti per l'introduzione nella classe del 2013. Brown arrivò ancora in finale ma non riuscì, al contrario di Carter, centrare l'ingresso nella classe di quell'anno. Entrò a farne parte nel 2015.

## Palmarès

### Franchigia
- American Football Conference Championship: 1

Oakland Raiders: 2002

### Individuale
- Convocazioni al Pro Bowl: 9

1988, 1991, 1993, 1994, 1995, 1996, 1997, 1999, 2001
- Second team All-Pro: 1

1997
- PFWA All-Rookie Team - 1988
- Club delle 10.000 yard ricevute in carriera
- Formazione ideale della NFL degli anni 1990
- Heisman Trophy - 1987
- Walter Camp Award - 1987
- Pro Football Hall of Fame (classe del 2015)
- College Football Hall of Fame